# Ministère des Affaires étrangères, de l'Intégration africaine et des Guinéens établie à l'étranger
Le ministère des affaires étrangères, de l'Intégration africaine et des guinéens établie à l'étranger est un ministère guinéen crée le 9 octobre 2021 dont le ministre est Morissanda Kouyaté du 25 octobre 2021 au 19 février 2024. Puis du 13 mars 2024.

## Historique
Le 18 novembre 2022, ministère des affaires étrangères, de la coopération internationale, de l'Intégration africaine et des guinéens de l'étranger devient le ministère des affaires étrangères, de l'Intégration africaine et des guinéens établie à l'étranger.

## Titulaires depuis 2021
| Nom        | Nom                | Dates du mandat | Dates du mandat | Gouvernement(s)            |  |
| ---------- | ------------------ | --------------- | --------------- | -------------------------- |  |
|            | Morissanda Kouyaté | 25/10/2021      | 19/02/2024      | Béavogui et Bernard Goumou |  |
| 19/03/2024 | Morissanda Kouyaté | En cours        | Bah Oury        |                            |  |